# Dar'ja Pavljučenko
Dar'ja Maksimovna Pavljučenko (in russo Дарья Максимовна Павлюченко?; Mosca, 31 dicembre 2002) è una pattinatrice artistica su ghiaccio russa che gareggia in coppia con Denis Chodykin, con cui ha vinto la medaglia di bronzo agli Europei di Graz 2020, l'oro ai Mondiali juniores del 2018, e un bronzo nella finale del Grand Prix juniores 2017-18.

## Biografia
Pavljučenko inizia a pattinare nel 2006, dedicandosi al pattinaggio singolo. All'età di dodici anni abbandona temporaneamente lo sport per otto mesi, dopo avere ricevuto il suggerimento dell'allenatrice Ėteri Tutberidze di passare alla specialità del pattinaggio a coppie. Decide poi di provare a cimentarsi in questa disciplina e nel 2016 si unisce a Denis Chodykin.
Pavljučenko e Chodykin giungono quinti ai campionati nazionali russi juniores del 2017. Debuttano a livello internazionale nel settembre 2017 partecipando all'evento Junior Grand Prix di Minsk, in Bielorussia, dove vincono la medaglia d'oro. Nella tappa successiva di Danzica, in Polonia, ottengono la medaglia d'argento qualificandosi alla finale del Grand Prix juniores 2017-18 dove concludono al terzo posto, aggiudicandosi la medaglia di bronzo.
Ai loro primi campionati nazionali russi senior del 2018 Pavljučenko e Chodykin si classificano sesti, mentre il mese seguente si impongono nettamente ai campionati juniores vincendo il titolo di categoria. Vincono la medaglia d'oro ai Mondiali juniores di Sofia, terminando al primo posto sia nel programma corto sia in quello libero.
A partire dalla stagione 2018-19 iniziano a competere a livello senior, ottenendo la qualificazione alla finale del Grand Prix dove si piazzano al sesto posto. Terminano al quarto posto ai campionati nazionali russi e vengono poi chiamati a rimpiazzare Natal'ja Zabijako e Aleksandr Ėnbert agli Europei di Minsk 2019, concludendo la gara in quinta posizione. La stagione successiva guadagnano la loro prima medaglia ai campionati nazionali russi, un bronzo dietro le coppie Bojkova / Kozlovskij e Tarasova / Morozov, e vincono pure una medaglia di bronzo agli Europei di Graz 2020 replicando lo stesso podio dei campionati russi. 

## Programmi
(con Chodykin)
| Stagione  | Programma corto                                           | Programma libero                    |
| --------- | --------------------------------------------------------- | ----------------------------------- |
| 2019-2020 | - The Storm di Balázs Havasi                              | - Tron: Legacy di Daft Punk         |
| 2018-2019 | - When Winter Comes eseguito da André Rieu                | - Il grande Gatsby (colonna sonora) |
| 2017-2018 | - Cloud Atlas di Tom Tykwer, Johnny Klimek, Reinhold Heil | - Chicago                           |

## Palmarès

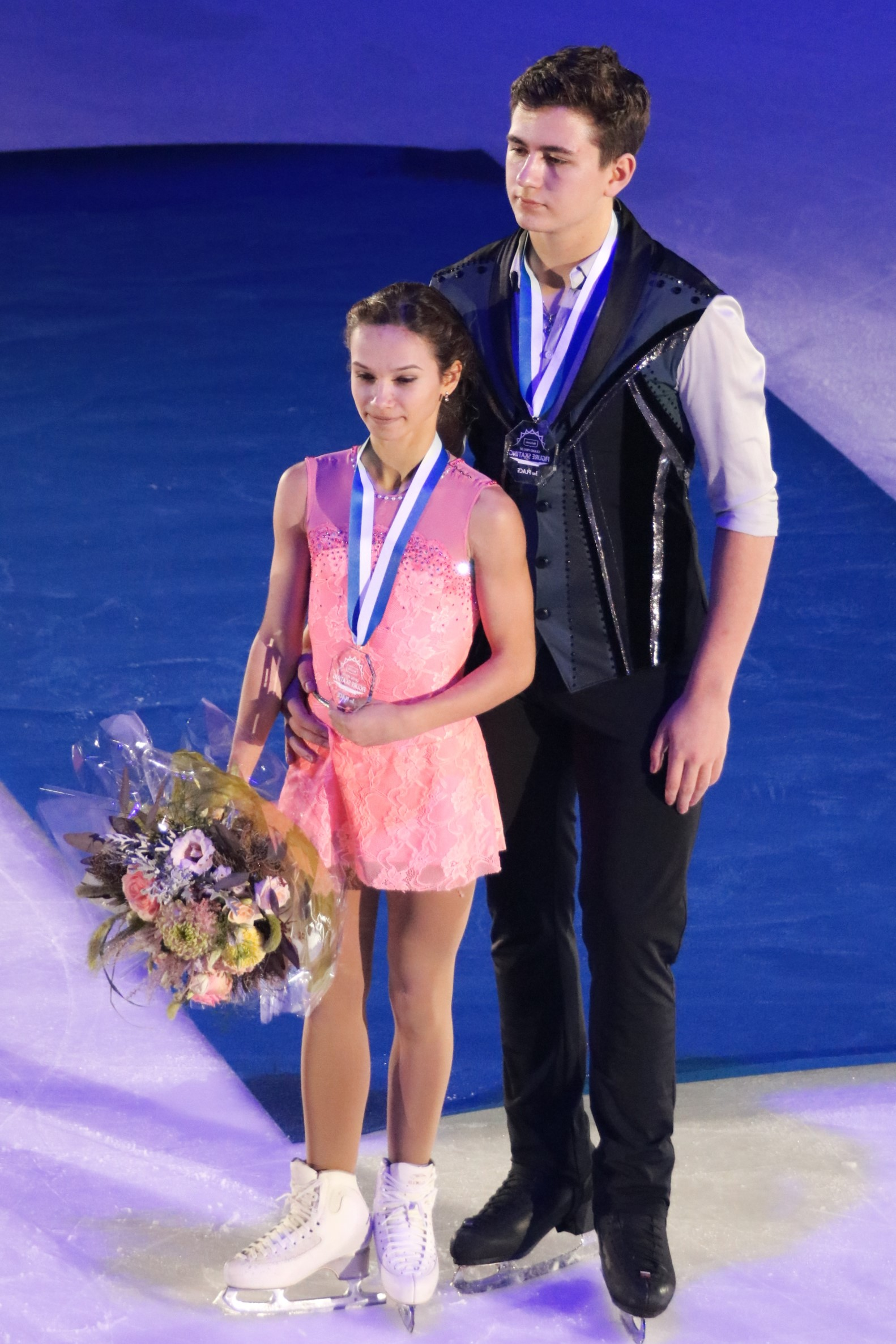
Dar'ja Pavljučenko con Denis Chodykin durante la premiazione del Grand Prix of Helsinki 2018

(con Chodykin)
| Campionati mondiali                                                                                   |    |    |    | C  |    |    |
| Campionati europei                                                                                    |    |    | 5º | 3º |    |    |
| GP Finale                                                                                             |    |    | 6º | 6º |    | C  |
| GP della Finlandia                                                                                    |    |    | 3º |    |    |    |
| GP Francia                                                                                            |    |    |    | 2º |    |    |
| GP Rostelecom Cup                                                                                     |    |    | 3º |    | R  | 2º |
| GP Skate America                                                                                      |    |    |    | 2º |    |    |
| GP Skate Canada                                                                                       |    |    |    |    |    | 2º |
| CS Finlandia Trophy                                                                                   |    |    | 5º |    |    |    |
| Ice star                                                                                              |    |    | 3º |    |    |    |
| Internazionali: categoria Junior                                                                      |    |    |    |    |    |    |
| Campionati mondiali                                                                                   |    | 1º |    |    |    |    |
| JGP Finale                                                                                            |    | 3º |    |    |    |    |
| JGP Bielorussia                                                                                       |    | 1º |    |    |    |    |
| JGP Polonia                                                                                           |    | 2º |    |    |    |    |
| Nazionali                                                                                             |    |    |    |    |    |    |
| Campionati russi                                                                                      |    | 6º | 4º | 3º | 3º | 4° |
| Campionati russi juniores                                                                             | 5º | 1º |    |    |    |    |
| CS = Challenger Series; GP = Grand Prix; JGP = Junior Grand Prix; R = Ritirata; C = Evento cancellato |    |    |    |    |    |    |